# 維斯特列爾山
維斯特列爾山（英語：Vystrel Mountain）是南極洲的山峰，位於毛德皇后地的阿斯特里德公主海岸，處於魯欣山以南1.9公里的洛莫諾索夫山脈南端，根據挪威探險隊拍攝的空中照片繪入地圖，現時由南極條約體系管理。